# Lighthouse Family
Lighthouse Family je britské hudební duo. V polovině 90. let 20. století zaznamenalo mnoho úspěchů. Zpěvák Tunde Baiyewu a klávesista Paul Tucker vytvořili skupinu v roce 1993 v Newcastle Upon Tyne ve Velké Británii poté, co se setkali během studia na univerzitě a oba pracovali ve stejném baru. Jejich debutové album Ocean Drive z roku 1995 se prodalo ve Velké Británii více než 1,8 milionu kopií a vytvořilo je populární po celé Evropě. Jsou dobře známí pro své písně, jako jsou „Lifted“, „Lost In Space“, „Ocean Drive“, „Raincloud“ a „High“, který také dosáhl číslo jedna na australském žebříčku. První studiové album dua za 18 let, Blue Sky in Your Head, bylo vydáno 5. července 2019, poté, co bylo dvakrát zpožděno z původních dat 3. května a 10. května 2019. Rozešli se v červnu 2022.